# خلیل ارجمند
خلیل ارجمند (۱۲۸۸ تهران - ۱۳۲۳ تهران) استاد دانشکده فنی دانشگاه تهران و مؤسس شرکت ارج بود.
ارجمند در یک خانواده کلیمی بهائی شده از رحیم ارجمند و قدسیه منجم به دنیا آمد.
پدر او، رحیم ارجمند از مدیران دولتی بود که تا سطح معاونت وزارت پست و تلگراف ارتقاء یافت. وی جزو هیاتی بود که به عنوان نماینده دولت ایران در مذاکرات با شوروی در سال ۱۹۲۲ حاضر شده بود.
ارجمند تحصیلات مقدماتی را در مدرسه بهائی تربیت و دوره دبیرستان را در در دبیرستان طراوت (ایرانشهر) به پایان برد. پس از پایان دوره دبیرستان در بورس اعزام دانشجویان به فرانسه پذیرفته شد. او در سال ۱۹۲۹ میلادی ایران را به مقصد فرانسه ترک کرد، و تحصیلات خود را در مونت پلیه و سپس در گرنوبل ادامه داد. در سال ۱۹۳۲ در دانشگاه هنر و تولید در پاریس در رشته مهندسی مکانیک و برق ثبت نام کرد و در سال ۱۹۳۵ تحصیلات خود را به پایان برد. او در این مدت دو اختراع به نام خود ثبت کرد که مورد تقدیر شخصی وزیر فرهنگ ایران، علی‌اصغر حکمت قرار گرفت. بورس او برای یکسال دیگر تمدید شد و او به برلین رفت و در شرکت زیمنس به عنوان کارآموز مشغول کار شد، و نهایتاً در سال ۱۳۱۵ به ایران بازگشت.
در سال ۱۹۳۸ بعد از اتمام خدمت سربازی به عنوان استادیار در دانشکده فنی دانشگاه تهران مشغول به کار شد و در مدتی کم به درجه استاد تمام ارتقا یافت.
وی شرکت ارج را در سال ۱۳۱۶ با هشت کارگر ساده و در یک کارگاه کوچک بنیان نهاد. نام ارج را به دلیل مخفف اسم خود بودن و به عنوان حروف اول «آهنگری، ریخته‌گری و جوشکاری» انتخاب نمود. در سال ۱۹۳۷ میلادی، ارج در کارگاهی به مساحت ۵۰۰ متر مربع و در غرب تهران در منطقه دروازه قزوین شروع به کار نمود. در آن زمان در ایران دستگاه جوش الکتریک وجود نداشت و ارجمند شخصاً دو دستگاه جوش وارد کشور نمود. همچنین بیشتر کارگران با تکنیکهای جدید آشنا نبودند و نیاز به آموزش زیاد داشتند. در ابتدا بیشتر کارهای ارج ریخته‌گری بود و در سال ۱۹۳۸ بانک ملی ایران سفارش بزرگی برای تزئین باغهای خود به ارج داد. او با همکاری با محسن فروغی سفارشهای دیگری از بانک ملی برای شعب آن در شهرستانها دریافت نمود. اولین کارهای الکترومکانیکال شرکت ارج در کرج با ساخت توربین هیدرولیک شروع شد. او سپس پروژه‌هایی در زمینه ساخت سیستمهای تهویه برای ساختمانهای دولتی دریافت نمود. در سال ۱۹۴۲ تعداد کارگران به ۳۰ نفر افزایش یافت و کارخانه به زمینی به مساحت ۲۱۰۰۰ متر مربع نزدیک میدان شوش منتقل شد.
خلیل ارجمند روز ۳۰ تیر ۱۳۲۳ هنگام سرکشی به چاه آبی که به هزینه او در نزدیکی کاراخانه ارج، برای احداث یک رختشوی خانه عمومی حفر می‌کردند، وارد چاه شد و به علت پاره شدن کابل، در داخل چاه سقوط کرد و درگذشت. (خاطرات مهندس بازرگان، مؤسسه خدمات فرهنگی رسا، ۱۳۷۵ جلد اول ص ۲۳۳)
بعد از فوت وی، دو برادر او سیاوش ارجمند و اسکندر ارجمند، مدیریت کارخانه را در دست گرفتند. او در قبرستان بهائیان ایران در گلستان جاوید به خاک سپرده شد که در زمان انقلاب اسلامی تخریب گردید. شکوفایی کارخانه ارج در زمان وی و همچنین بعد از او ادامه داشت به صورتی که در سال ۱۳۵۴ قریب به ۲۳۰۰ پرسنل در آن مشغول به کار بودند. به مناسب درگذشت وی در سال ۱۳۲۳ کانون مهندسین ایران جلسه‌ای تشکلی داد و مهندس مهدی بازرگان در وصف خلیل ارجمند، او را «مرد ایمان و عمل» نامید.

## زندگی شخصی
خلیل ارجمند با برازنده اشرف دختر اشرف اشرف ازدواج کرد. او دارای سه دختر به نامهای مهناز، سوسن و مینو بود که هر سه در دانشگاه ژنو تحصیل کردند.

## فهرست منابع
- «ارج» چگونه بنا نهاده شد؟/ داستان ۳ برادری که ارج را «ارجمند» کردند